# Иоанн (Георгиевский)
Епископ Иоанн (в миру Иван Иванович Георгиевский; 24 января (5 февраля) 1869, село Волок, Новгородская губерния — 1937) — епископ Русской православной церкви, епископ Кунгурский. Кандидат богословия.

## Биография
Родился 24 января (5 февраля) 1869 года в селе Волок Боровичского уезда, Новгородской губернии. В 1889 году окончил Новгородскую духовную семинарию, после чего поступил Санкт-Петербургскую духовную академию окончил в 1893 году со степенью кандидата богословия. 24 января (5 февраля) 1894 года рукоположен в сан иерея и до 1923 года священствовал на разных приходах.
6 августа 1923 года хиротонисан во епископа Моршанского, викария Тамбовской епархии, одновременно (до 1926 года) являлся временно управляющим епископом Оханской викарной епархией. Проживал в г. Моршанске в Грачевском доме в центре города. С 1928 года — епископ Оханский, викарий Пермской епархии.
С 23 января 1929 года — епископ Кунгурский. В 1929 году в Перми участвовал в хиротонии Илии (Бабина) во епископа Кудымкарского, викария Пермской епархии. 30 июня 1930 года уволен на покой из Кунгура и вернулся в Моршанск.
4 сентября 1937 года арестован Моршанским районным отделением УНКВД по Воронежской (ныне — Тамбовской) области, а 14 сентября 1937 года приговорен к высшей мере наказания — расстрелу. Постановлением президиума Тамбовского областного суда от 14 мая 1960 года епископ Иоанн (Георгиевский) реабилитирован.
Младший брат — митрофорный протоиерей Сергий Иванович Георгиевский (1873—1956); после вынужденного 15-летнего перерыва в священнослужении в 1946 году был назначен настоятелем Успенского храма г. Боровичи.